# بخش اسنابورگ (شهرستان استارک، اوهایو)
بخش اسنابورگ (به انگلیسی: Osnaburg Township) یک منطقهٔ مسکونی در ایالات متحده آمریکا است که در شهرستان استارک، اوهایو واقع شده‌است.
 بخش اسنابورگ ۹۶٫۰ کیلومتر مربع مساحت و ۵٬۸۸۶ نفر جمعیت دارد و ۳۶۱ متر بالاتر از سطح دریا واقع شده‌است.